# دوري آيسلندا الممتاز 1931
دوري آيسلندا الممتاز 1931 (بالآيسلندية: Efsta deild karla í knattspyrnu 1931) هو الموسم 20 من  دوري آيسلندا الممتاز. كان عدد الأندية المشاركة فيه  4، وفاز فيه ناتدبيرنوفيلاغ ريكيافيكور.